# Afoa Vaai
Pour les articles homonymes, voir Afoa.
Olo Fiti Afoa Vaai est un homme politique samoan.

## Biographie
Titulaire d'une licence en ingénierie des télécommunications de l'Université technologique d'Auckland, il entre dans la fonction publique aux Samoa et dirige pendant seize ans le département technique de l'autorité nationale aéroportuaire avant d'en devenir le directeur général-adjoint. Quittant la fonction publique, il crée une petite entreprise d'ingénierie électronique spécialisée dans l'installation de panneaux solaires, qu'il importe de Chine.
Ayant, durant sa jeunesse, aidé son oncle député Leilua Manuao à mener campagne, il entre à son tour en politique, et est élu député au Fono (le Parlement national) lors des élections de 2006. Il y siège comme représentant de la circonscription Gagaemauga II (qui comprend une partie de l'île de Savai'i et l'exclave de Salamumu sur l'île d'Upolu) et comme membre du Parti démocratique samoan unifié, sur les bancs de l'opposition parlementaire au gouvernement du Premier ministre Sailele Malielegaoi. Le parti fusionne avec d'autres mouvements d'opposition pour former le parti Tautua Samoa, et c'est sous cette étiquette qu'il est réélu en 2011. Il est élu sans étiquette député de Salega (en)-est aux élections de 2016, battant le député sortant membre de Tautua Samoa ; il expliquera plus tard qu'il souhaitait avoir la possibilité de rejoindre un camp parlementaire ou l'autre après son élection. Il se range finalement sur les bancs Tautua Samoa, devenant l'un de leurs trois seuls députés lors de cette législature, mais les quitte début 2019 et siège comme unique député d'opposition indépendant. Le journal Samoa Observer l'identifie comme l'une des personnalités de l'année 2017, le décrivant comme le député d'opposition le plus actif,.
Devenu membre du nouveau parti d'opposition Fa'atuatua i le Atua Samoa ua Tasi, il conserve son siège de député aux élections législatives d'avril 2021. Le parti ayant remporté le scrutin, le 24 mai la nouvelle Première ministre Fiame Naomi Mata'afa le nomme ministre des Travaux publics et des Infrastructures de transport.
Le 10 janvier 2025, la Première ministre limoge Laauli Leuatea Schmidt de son poste de ministre de l'Agriculture et des Pêcheries, en raison de son inculpation pour faux, harcèlement, diffamation et entrave à la justice. En réaction, le 15 janvier, vingt membres du groupe parlementaire du parti s'assemblent et, sous la direction de Laauli Leuatea Schmidt, votent l'exclusion du parti de Fiame Naomi Mata'afa, d'Olo Fiti Afoa Vaai et de quatre autres ministres loyaux envers Fiame Naomi Mata'afa. Ils élisent Laauli Leuatea Schmidt comme chef du parti.